# Aphanus
Pachymerus
Genre
Synonymes
- Pachymerus Le Peletier and Serville 1825

Aphanus est un genre d'insectes du sous-ordre des hétéroptères (punaises) de la famille des Rhyparochromidae.

## Espèces
Selon Fauna Europaea (2 juill. 2014), une seule espèce présente en Europe : Aphanus rolandri (Linnaeus, 1758).
Espèces selon BioLib (2 juill. 2014) :
- Aphanus littoralis Distant, 1918
- Aphanus rolandri (Linnaeus, 1758)

### Espèces fossiles
Selon Paleobiology Database, en 2022, les espèces fossiles s'établissent à 16 espèces :
- Aphanus contractus Théobald 1937[4]
- Aphanus dilatatus Théobald 1937
- Aphanus murchisonae Heer 1853
- Aphanus pulchellus Heer 1853
- Pachymerus antiquus Von Heyden 1859
- Pachymerus bisignatus Heer 1853
- Pachymerus coloratus Germar and Berendt 1856
- Pachymerus cruciatus Heer 1861 mais nomen dubium de Aphanus ou Aphanus cruciatus
- Pachymerus detectus Förster 1891
- Pachymerus grassei Piton 1935
- Pachymerus heeri Giebel 1856
- Pachymerus morio Heer 1853
- Pachymerus oblongus Heer 1853
- Pachymerus obsoletus Heer 1853
- Pachymerus petrensis Scudder 1877
- Pachymerus senius Germar and Berendt 1856